# نيكولاس غونزاليس
نيكولاس إدوارد غونزاليس (بالإنجليزية: Nicholas Gonzalez)‏ (ولد في 3 يناير 1976) ممثل أمريكي، اشتهر بلعبه دور أليكس سانتياجو في المسلسل التلفزيوني ريسوركتيون بلفد و مسلسل الطبيب الجيد عام 2017.

## روابط خارجية
- نيكولاس غونزاليس على موقع IMDb (الإنجليزية)
- نيكولاس غونزاليس على موقع ألو سيني (الفرنسية)
- نيكولاس غونزاليس على موقع أول موفي (الإنجليزية)
- نيكولاس غونزاليس على موقع إن إن دي بي (الإنجليزية)
- نيكولاس غونزاليس على موقع قاعدة بيانات الفيلم (الإنجليزية)
- نيكولاس غونزاليس على موقع كينوبويسك (الروسية)
- Gonzalez Anti-Fur Ad
- Biography